# Intuitive Machines
Intuitive Machines est une société aérospatiale américaine créée en 2013 à Houston (Texas) par un ancien directeur technique du Centre spatial Johnson (établissement de la NASA). Elle développe l'atterrisseur Nova-C, qui a été sélectionné par la NASA pour amener des équipements à la surface de la Lune dans le cadre du programme Artemis. Début 2025, quatre missions étaient planifiées dont la première a été effectuée avec un demi-succès en 2024.

## Développement d'un atterrisseur lunaire (2018)
En 2018, alors que la société compte 100 personnes, elle entame le développement de l'atterrisseur lunaire Nova-C aux caractéristiques techniques largement héritées des prototypes de la NASA développés dans le cadre des projets M et Morpheus. Ces projets avaient pour objectifs de mettre au point de nouvelles technologies pour l'atterrissage sur la Lune : moteur brûlant un mélange d'oxygène liquide et de méthane liquide, atterrissage de précision et détection d'obstacles en surface. Pour abaisser les coûts, Intuitive Machines fabrique en interne les principaux composants (notamment la chambre de combustion du moteur-fusée utilisé pour atterrir sur la Lune) et achète sur rayon les autres composants (vannes, caméras…),.

## Sélection de l'atterrisseur Nova-C (2019)
L'agence spatiale américaine, la NASA, développe dans les années 2010 un programme dont l'objectif final est d'installer un avant-poste semi-permanent à la surface de la Lune occupé par des astronautes qui seront notamment chargés de mettre au point de nouvelles technologies permettant en cible de lancer une mission vers Mars. À l'initiative de l’exécutif américain, le planning des missions est accéléré en 2019 avec un objectif de première dépose d'un équipage dès 2024. L'ensemble du projet est baptisé programme Artemis. Avant de faire atterrir des hommes dans la région du pôle sud lunaire, la NASA veut lancer plusieurs missions robotiques ayant pour objectif d'effectuer une première reconnaissance. Ces missions doivent notamment étudier les caractéristiques de la glace d'eau présente, raison d'être de la sélection du pôle sud. Les autres objectifs sont l'étude de la géologie lunaire et de l'environnement pour préparer les premières missions avec équipage. Ces missions robotiques se poursuivront après le premier atterrissage d'un équipage sur le sol lunaire. En 2018, l'agence spatiale décide de confier la dépose de missions robotiques sur la surface lunaire à des sociétés privées dans le cadre d'un programme baptisé Commercial Lunar Payload Services.
Après avoir soumis un cahier des charges provisoire en septembre 2018, la NASA sélectionne en novembre neuf sociétés susceptibles de répondre à l'appel d'offres définitif qui a été lancé courant 2018. Le programme dispose d'un budget de 2,6 milliards US$ sur les dix prochaines années. Les sociétés pré-sélectionnées comprennent notamment la société Intuitive Machines qui propose son atterrisseur Nova-C. En juin 2019, l'agence spatiale attribue le développement d'un atterrisseur lunaire à trois sociétés : Astrobotic Technology, Intuitive Machines et OrbitBeyond (en). Celles-ci vont recevoir 250 millions US$.

## Missions planifiées
Début 2025, quatre missions étaient planifiées dont la première a été effectuée avec un demi-succès en 2024 et deux autres programmées en 2025.

### Mission IM-1 (février 2024)
La première mission Intuitive Machines Mission 1, IM-1, est attribuée par la NASA en mai 2019 pour un montant de 77 millions US$, initialement planifiée au 1er trimestre 2022 s'est posée avec succès sur la Lune le 22 février 2024. Placée en orbite par une fusée Falcon 9, elle transporte cinq charges utiles de la NASA ainsi que des charges utiles d'autres clients. L'engin spatial doit initialement atterrir au niveau de la latitude 20° entre Mare Serenitatis et Mare Crisium, mais ce site est modifié au profit d'une zone à proximité du pôle Sud, le cratère Malapert-A. La durée prévue de la mission est de 14 jours,. Malgré une reconfiguration de dernière minute et des problèmes pour rétablir les communications à la suite de l'atterrissage, l'engin, baptisé Odysseus, s'est posé le 22 février 2024, faisant d'Intuitive Machines la première entreprise privée à réussir un alunissage. L'appareil semble cependant avoir basculé sur son coté et reste fonctionnel.

### Mission IM-2 (février 2025)
La deuxième mission Intuitive Machines 2, IM-2, est attribuée par la NASA en octobre 2020 pour un montant de 47 millions US$. Elle est initialement prévue en décembre 2022  mais est par la suite planifiée au premier trimestre 2025. Elle doit transporter au pôle Sud de la Lune la foreuse et le spectromètre de masse qui seront installés sur l'astromobile VIPER pour s'assurer que ces deux équipements fonctionnent correctement en environnement réel.

### Mission IM-3 (2025?)
La troisième mission Intuitive Machines 3, IM-3, est attribuée par la NASA en novembre 2021 pour un montant de 77,5 millions US$. Elle est initialement planifiée pour le 1er trimestre 2024 mais pourrait voler en 2025. Elle doit transporter sur le site lunaire de Reiner Gamma 92 kilogrammes d'instruments dont MoonLIGHT, un rétro-réflecteur laser fourni par l'Agence spatiale européenne.

### Mission IM-4 (2027)
La quatrième mission Intuitive Machines 4, IM-4, est attribuée par la NASA en aout 2024 pour un montant de 116,9 millions US$. Elle doit déposer sur le sol lunaire près du cratère Malapert A, situé au pôle sud sur la face cachée de la Lune, six expériences scientifiques. La mission est programmée pour 2027. Les instruments  ont une masse totale de 79 kilogrammes comprennent.

## Versions de l'atterrisseur lunaire

### Nova-C
Nova-C est le premier atterrisseur développé par Intuitive Machines. D'une masse de 1,9 tonnes, il peut déposer à la surface de la Lune une charge utile de 100 kg. Sa durée de vie est limitée à une journée lunaire en raison de son incapacité à survivre à la longue nuit lunaire.

### Nova-D
Tim Crain, directeur technique d'Intuitive Machines, évoque en octobre 2023 le développement possible d'un atterrisseur plus puissant nommé Nova-D. Nova-D doit utiliser deux moteurs VR-900 et doit être capable de déposer plus de 500 kg à la surface de la Lune.
En août 2024, Intuitive Machines propose une mission visant à envoyer sur la Lune le rover VIPER de la NASA à bord d'un atterrisseur Nova-D au plus tôt fin 2027.

### Nova-M
Intuitive Machines développe un autre atterrisseur, Nova-M, qui doit utiliser deux moteurs VR-3500, développés à l'origine pour la proposition d'HLS Boeing Lunar Lander (en) et doit être capable de déposer plus de 5 000 kg à la surface de la Lune.